# Iderlindo Moreno Freire
Iderlindo Moreno Freire (Rotterdam, 13 februari 1985) is een voormalig Nederlands profvoetballer van Kaapverdische afkomst.

## Carrière
Moreno Freire is afkomstig uit de jeugdopleiding van Sparta. Hij begon bij het Rotterdamse Neptunus, maar stapte als D-pupil al over naar de Kasteelclub. Met de C-jeugd van Sparta werd hij kampioen, en tevens werd hij uitverkozen voor Oranje Onder-18 en Onder-19. Hij maakte zijn debuut voor de hoofdmacht van Sparta op 26 maart 2004, in de thuiswedstrijd tegen AGOVV Apeldoorn. Het zou vervolgens twee seizoenen duren, tot 2006-2007, voor hij weer een optreden in de Eredivisie maakte. Pas na de winterstop van dat seizoen brak hij echt door, wat resulteerde in een contractverlenging tot 1 juli 2009.
In het seizoen 2007-2008 kreeg hij een vaste basisplaats als verdedigende middenvelder onder leiding van Foeke Booy. Dit kon hij echter niet doorzetten, waarna Sparta besloot zijn aflopende contract niet te verlengen. In augustus 2009 tekende Moreno Freire, bij FC Penafiel. In de winterstop van keerde hij terug in Nederland bij FC Dordrecht. In de zomer van 2010 verkaste hij naar RBC Roosendaal waar hij tot eind van het seizoen 2011-2012 onder contract stond. Hierna kreeg hij geen profcontract meer en vanaf het seizoen 2012/2013 zal hij spelen voor Kozakken Boys in de Topklasse. Zijn laatste club was begin 2013 het Portugese CD Santa Clara.

## Clubstatistieken
| Seizoen | Club           | Duels     | Goals     | Competitie         |
| ------- | -------------- | --------- | --------- | ------------------ |
| 2003/04 | Sparta         |           |           | Eerste divisie     |
| 2004/05 | Sparta         |           |           | Eerste divisie     |
| 2005/06 | Sparta         |           |           | Eredivisie         |
| 2006/07 | Sparta         |           |           | Eredivisie         |
| 2007/08 | Sparta         |           |           | Eredivisie         |
| 2008/09 | Sparta         |           |           | Eredivisie         |
| 2009/10 | FC Penafiel    |           |           | Liga de Honra      |
| 2009/10 | FC Dordrecht   |           |           | Eerste divisie     |
| 2010/11 | RBC Roosendaal |           |           | Eerste divisie     |
| 2011/12 | geen club      | geen club | geen club | geen club          |
| 2012/13 | Kozakken Boys  |           |           | Topklasse Zaterdag |
| 2012/13 | CD Santa Clara |           |           | II Divisão         |

## Trivia
- Moreno Freire is de neef van profvoetballer David Mendes da Silva.[bron?]